# 玉虚公主

玉虚公主（?—?），唐朝公主，是中国唐朝第八代皇帝唐代宗李豫的第六女（一说第七女）。她的生母不详，史书仅仅记载了她的封号玉虚公主，玉虚公主没到适婚年龄，就已经去世。